# جون سوتون
جون سوتون (بالإنجليزية: John Sutton)‏ هو ممثل بريطاني، ولد في 22 أكتوبر 1908 في باكستان، وتوفي في 10 يوليو 1963 بكان في فرنسا.

## أعمال

### أفلام
- (1938) مغامرات روبن هود[4]
- (1942) صديقتي سالي[5]
- (1950) بغداد
- (1959) الوطواط

## وصلات خارجية
- جون سوتون على موقع IMDb (الإنجليزية)
- جون سوتون على موقع ألو سيني (الفرنسية)
- جون سوتون على موقع تيرنر كلاسيك موفيز (الإنجليزية)
- جون سوتون على موقع أول موفي (الإنجليزية)
- جون سوتون على موقع قاعدة بيانات الأفلام السويدية (السويدية)
- جون سوتون على موقع إن إن دي بي (الإنجليزية)
- جون سوتون على موقع قاعدة بيانات الفيلم (الإنجليزية)
- جون سوتون على موقع كينوبويسك (الروسية)